# Lista celor mai rapide servicii de tenis
Lista celor mai rapide servicii de tenis oferă o imagine de ansamblu asupra servelor de tenis masculin și feminin care au fost măsurate ca având cea mai mare viteză. Nu este completă din punct de vedere istoric, o tehnologie de măsurare calitativă fiind disponibilă doar în epoca tenisului modern. De exemplu, nu este menționat aici, serviciul lui Roscoe Tanner cronometrat la 246,2 km/h la Palm Springs în 1978, în timpul finalei împotriva lui Raúl Ramírez. Există, de asemenea, rapoarte că Bill Tilden a avut un serviciu care a fost cronometrat la 262,8 km/h, dar nu există nimic care să verifice acest lucru, iar experții au pus la îndoială această valoare din cauza inexactității dispozitivelor de măsurare utilizate. În opinia lor, o rachetă de lemn nu ar fi putut oferi mingii o viteză atât de mare.
În prezent, Asociația Profesioniștilor din Tenis (ATP) nu recunoaște în mod oficial valorile vitezei de servire realizate în evenimentele din ATP Challenger Tour din cauza lipsei de uniformitate a radarelor din aceste turnee (inclusiv disponibilitatea sau lipsa acestora). Totuși, viteza de servire de 263 km/h înregistrată de australianul Sam Groth la un turneu ATP Challenger din Busan, Coreea de Sud, în mai 2012, a fost măsurată folosind echipamente aprobate de ATP, iar alte date înregistrate din turneu s-au situat în limite normale. Cu toate acestea, John Isner deține recordul oficial al ATP pentru cel mai rapid serviciu la 253 km/h.
Reilly Opelka, cu un al doilea serviciu de 233 km/h în sferturile de finală de la Italian Open 2021 de la Roma, deține recordul pentru cel mai rapid al doilea serviciu înregistrat vreodată.

## Criterii de includere
Lista include jucătorii de tenis care au îndeplinit următoarele criterii:
- viteza de serviciu pentru bărbați a fost de cel puțin 225 km/h.
- viteza de serviciu pentru femei a fost de cel puțin 200 km/h.
- fiecare jucător de tenis este reprezentat în listă printr-o singură valoare a vitezei de servire, și anume cel mai bun record personal. În cazul în care s-a jucat mai mult de un serviciu cu aceeași viteză, recordul menționat este cel mai vechi, adică primul atins.

### Masculin
| Nr.                                 | Jucător                 | Viteză                 | Turneu                                      | Tip    | Rundă | Ref.   |
| ----------------------------------- | ----------------------- | ---------------------- | ------------------------------------------- | ------ | ----- | ------ |
| 1                                   | Sam Groth               | 263,0 km/h (163,4 mph) | Busan Open Challenger 2012                  | Simplu | 2R    | [ 4 ]  |
| 2                                   | Albano Olivetti         | 257,5 km/h (160,0 mph) | Internazionali Trofeo Lame Perrel–Faip 2012 | Simplu | 1R    | [ 5 ]  |
| 3                                   | John Isner              | 253,0 km/h (157,2 mph) | Cupa Davis 2016                             | Simplu | 1R    | [ 6 ]  |
| 4                                   | Ivo Karlović            | 251,0 km/h (156,0 mph) | Cupa Davis 2011                             | Dublu  | 1R    | [ 7 ]  |
| 4                                   | Jerzy Janowicz          | 251,0 km/h (156,0 mph) | Pekao Szczecin Open 2012                    | Simplu | 1R    | [ 9 ]  |
| 6                                   | Milos Raonic            | 249,9 km/h (155,3 mph) | SAP Open 2012                               | Simplu | SF    | [ 10 ] |
| 7                                   | Andy Roddick            | 249,4 km/h (155,0 mph) | Cupa Davis 2004                             | Simplu | SF    | [ 11 ] |
| 8                                   | Chris Guccione          | 248,0 km/h (154,1 mph) | Cupa Davis 2006                             | Simplu | 1R    | [ 12 ] |
| 9                                   | Joachim Johansson       | 244,6 km/h (152,0 mph) | Cupa Davis 2004                             | Dublu  | 1R    | [ 13 ] |
| 9                                   | Ryan Harrison           | 244,6 km/h (152,0 mph) | Cincinnati Masters 2013                     | Simplu | 2R    | [ 14 ] |
| 9                                   | Feliciano López         | 244,6 km/h (152,0 mph) | Aegon Championships 2014                    | Simplu | 1R    | [ 15 ] |
| 12                                  | Marius Copil            | 244,0 km/h (151,6 mph) | European Open 2016                          | Simplu | QF    | [ 16 ] |
| 13                                  | Oscar Otte              | 243,0 km/h (151,0 mph) | US Open 2021                                | Simplu | 4R    | [ 17 ] |
| 14                                  | Taylor Dent             | 241,0 km/h (149,8 mph) | Rotterdam Open 2006                         | Simplu | 1R    | [ 10 ] |
| 15                                  | Juan Martín del Potro   | 240,0 km/h (149,1 mph) | Stockholm Open 2017                         | Simplu | F     | [ 18 ] |
| 19                                  | Greg Rusedski           | 239,8 km/h (149,0 mph) | Newsweek Champions Cup 1998                 | Simplu | SF    | [ 19 ] |
| 20                                  | Taylor Fritz            | 237,0 km/h (147,3 mph) | US Open 2020                                | Simplu | 3R    | [ 20 ] |
| 20                                  | Reilly Opelka           | 237,0 km/h (147,3 mph) | Sydney 2022                                 | Simplu | SF    | [ 21 ] |
| 20                                  | Bernabé Zapata Miralles | 237,0 km/h (147,3 mph) | Monte-Carlo 2022                            | Simplu | Q     | [ 22 ] |
| 23                                  | Fernando González       | 236,0 km/h (146,6 mph) | Italian Open 2007                           | Simplu | SF    | [ 23 ] |
| 23                                  | Alexander Zverev        | 236,0 km/h (146,6 mph) | Indian Wells 2021                           | Simplu | 2R    | [ 24 ] |
| 25                                  | Gaël Monfils            | 235,0 km/h (146,0 mph) | Legg Mason Tennis Classic 2007              | Simplu | QF    | [ 10 ] |
| 25                                  | Dušan Vemić             | 235,0 km/h (146,0 mph) | Countrywide Classic 2008                    | Simplu | ?     | [ 10 ] |
| 25                                  | Matteo Berrettini       | 235,0 km/h (146,0 mph) | Madrid Open 2021                            | Simplu | F     | [ 26 ] |
| 28                                  | Ivan Ljubičić           | 234,0 km/h (145,4 mph) | Madrid Open 2005                            | Simplu | F     | [ 27 ] |
| 28                                  | Ričardas Berankis       | 234,0 km/h (145,4 mph) | Open d'Orléans 2011                         | Simplu | 1R    | [ 28 ] |
| 28                                  | Stan Wawrinka           | 234,0 km/h (145,4 mph) | Cupa Davis 2016                             | Dublu  | SF    | [ 29 ] |
| 31                                  | Andy Murray             | 233,4 km/h (145,0 mph) | SAP Open 2007                               | Simplu | 1R    | [ 30 ] |
| 31                                  | Grigor Dimitrov         | 233,4 km/h (145,0 mph) | Aegon Championships 2013                    | Simplu | ?     | [ 31 ] |
| 31                                  | Nicolás Jarry           | 233,0 km/h (144,8 mph) | Cupa Davis 2018                             | ?      | 1R    | [ 32 ] |
| 34                                  | Fernando Verdasco       | 232,0 km/h (144,2 mph) | French Open 2009                            | ?      | ?     | [ 10 ] |
| 34                                  | Dominic Thiem           | 232,0 km/h (144,2 mph) | Gerry Weber Open 2017                       | ?      | ?     | [ 33 ] |
| 36                                  | Mardy Fish              | 231,7 km/h (144,0 mph) | Pacific Life Open 2007                      | Simplu | 1R    | [ 10 ] |
| 37                                  | Stefanos Tsitsipas      | 231,0 km/h (143,5 mph) | Italian Open 2022                           | Simplu | 3R    | [ 34 ] |
| 38                                  | Robin Söderling         | 230,1 km/h (143,0 mph) | ATP Finals 2010                             | Simplu | RR    | [ 35 ] |
| 38                                  | Jiri Vesely             | 230,1 km/h (143,0 mph) | Wimbledon 2014                              | Simplu | 2R    | [ 36 ] |
| 38                                  | Nikoloz Basilașvili     | 230,1 km/h (143,0 mph) | 2017 Wimbledon                              | Simplu | 2R    | [ 37 ] |
| 38                                  | Nick Kyrgios            | 230,1 km/h (143,0 mph) | Wimbledon 2019                              | Simplu | 2R    | [ 38 ] |
| 42                                  | Roger Federer           | 230,0 km/h (142,9 mph) | Gerry Weber Open 2010                       | Simplu | F     | [ 39 ] |
| 42                                  | Rafael Nadal            | 230,0 km/h (142,9 mph) | Italian Open 2022                           | Simplu | 2R    | [ 40 ] |
| 42                                  | Laslo Djere             | 230,0 km/h (142,9 mph) | Italian Open 2022                           | Simplu | 2R    | [ 41 ] |
| 42                                  | Alexander Bublik        | 230,0 km/h (142,9 mph) | Indian Wells 2022                           | Simplu | 2R    | [ 42 ] |
| 42                                  | Mats Rosenkranz         | 230,0 km/h (142,9 mph) | Mallorca Open 2022                          | Simplu | Q     | [ 43 ] |
| – nu este recunoscut oficial de ATP |                         |                        |                                             |        |       |        |

1. ↑  His fastest verified serve clocked in at 149,3 mph (240 km/h) in the 2013 Davis Cup and he produced a 150,4 mph (242 km/h) serve during his run in the 2012 Paris Masters, but it was a let.[8]
2. ↑  He had a recorded speed of 242,0 km/h (150 mph) at 2018 Wimbledon, but officials revoked the reading due to errors with the radar gun.[25]

### Feminin
WTA nu recunoaște și nici nu ține evidența recordurilor de viteză stabilite în afara tabloului principal a turneelor WTA Tour. Prin urmare, vitezele de servire înregistrate în faza de calificare a turneelor WTA nu sunt adăugate la statisticile oficiale ale vitezei de servire WTA. De asemenea, turneele WTA servesc viteze înregistrate de sisteme sau mărci de măsurare diferite sau neaprobate (nu utilizează tehnologia furnizată de furnizorul ATP/WTA SMT/IDS) sau viteze înregistrate la orice turnee non-WTA, cum ar fi Circuitul feminin ITF, Fed Cup și Jocurile Olimpice. Aceste recorduri nu sunt adăugate la lista oficială de recorduri a WTA. 
| Nr.                                 | Jucător                 | Viteză                 | Turneu                     | Ref.                |
| ----------------------------------- | ----------------------- | ---------------------- | -------------------------- | ------------------- |
| 1                                   | Georgina García Pérez   | 220 km/h (136,7 mph)   | Hungarian Ladies Open 2018 | [ 44 ]              |
| 2                                   | Arina Sabalenka         | 214 km/h (133,0 mph)   | WTA Elite Trophy 2018      | [ 45 ]              |
| 3                                   | Sabine Lisicki          | 210,8 km/h (131,0 mph) | Stanford Classic 2014      | [ 46 ]              |
| 4                                   | Venus Williams          | 207,6 km/h (129,0 mph) | US Open 2007               | [ 47 ]              |
| 4                                   | Alycia Parks            | 207,6 km/h (129,0 mph) | US Open 2021               | [ 48 ]              |
| 4                                   | Ajla Tomljanovic        | 207,6 km/h (129,0 mph) | Cincinnati Masters 2018    | [ 49 ]              |
| 7                                   | Serena Williams         | 207 km/h (128,6 mph)   | Australian Open 2013       | [ 50 ]              |
| 7                                   | Ivana Jorović           | 207 km/h (128,6 mph)   | Fed Cup 2017               | [ necesită citare ] |
| 9                                   | Coco Gauff              | 206 km/h (128,0 mph)   | US Open 2022               | [ 51 ]              |
| 10                                  | Julia Görges            | 203 km/h (126,1 mph)   | French Open 2012           | [ necesită citare ] |
| 10                                  | Caroline Garcia         | 203 km/h (126,1 mph)   | Fed Cup 2016               | [ necesită citare ] |
| 12                                  | Brenda Schultz-McCarthy | 202,7 km/h (126,0 mph) | Indian Wells Masters 2007  | [ necesită citare ] |
| 13                                  | Nadiya Kichenok         | 202 km/h (125,5 mph)   | Australian Open 2014       | [ necesită citare ] |
| 14                                  | Lucie Hradecká          | 201,2 km/h (125,0 mph) | Wimbledon 2015             | [ necesită citare ] |
| 14                                  | Naomi Osaka             | 201,2 km/h (125,0 mph) | US Open 2016               | [ 52 ]              |
| 16                                  | Anna-Lena Grönefeld     | 201,1 km/h (125,0 mph) | Indian Wells Masters 2009  | [ necesită citare ] |
| 17                                  | Ana Ivanovic            | 201 km/h (124,9 mph)   | French Open 2007           | [ 53 ]              |
| 17                                  | Denisa Allertová        | 201 km/h (124,9 mph)   | Australian Open 2015       | [ 54 ]              |
| 17                                  | Bernarda Pera           | 201 km/h (124,9 mph)   | US Open 2021               | [ 55 ]              |
| 20                                  | Kristina Mladenovic     | 200 km/h (124,3 mph)   | French Open 2009           | [ necesită citare ] |
| – nu este recunoscut oficial de WTA |                         |                        |                            |                     |